# Verwaltungsgemeinschaft Salzwedel-Land
In de voormalige Verwaltungsgemeinschaft Salzwedel-Land gelegen in het district Altmarkkreis Salzwedel, werkten 28 gemeenten gezamenlijk aan de afwikkeling van hun gemeentelijke taken. Ze bleven juridisch echter onafhankelijk. Het zijn dus geen deelgemeenten naar de Nederlandse of Belgische betekenis van de term deelgemeente.

## Geschiedenis
De Verwaltungsgemeinschaft Salzwedel-Land bestond oorspronkelijke uit 21 gemeenten (Altensalzwedel, Benkendorf, Binde, Chüden, Henningen, Kaulitz, Klein Gartz, Kuhfelde, Liesten, Mechau, Osterwohle, Pretzier, Püggen, Riebau, Seebenau, Siedenlangenbeck, Steinitz, Tylsen, Valfitz, Wallstawe en Wieblitz-Eversdorf). Op 1 januari 2005 werden daar nog eens 7 gemeenten (Badel, Fleetmark, Jeggeleben, Kerkau, Rademin, Vissum en Zethlingen) uit de opgeheven Verwaltungsgemeinschaft Altmark-Mitte aan toegevoegd. De gemeente Benkendorf werd op 1 januari 2009 door Salzwedel geannexeerd. Op 1 juli 2009 werden de gemeenten Kuhfelde, Püggen, Siedenlangenbeck en Valfitz samengevoegd tot de nieuwe gemeente Kuhfelde. De gemeenten Wallstawe en Altensalzwedel gingen over naar de Verwaltungsgemeinschaft Beetzendorf-Diesdorf.
Op 1 januari 2010 werden de gemeenten Binde, Kaulitz en Kerkau geannexeerd door de stad Arendsee (Altmark) en verlieten daarmee de Verwaltungsgemeinschaft. Tevens verlieten de gemeenten Chüden, Henningen, Klein Gartz, Liesten, Osterwohle, Pretzier, Riebau, Seebenau en Tylsen de Verwaltungsgemeinschaftdoor annexatie door de stad Salzwedel. Kuhfelde ging op dat moment over naar de nieuw opgerichte Verbandsgemeinde Beetzendorf-Diesdorf. Het aantal deelnemende gemeente kwam daarmee op 1 januari 2010 op 9.
Op 1 januari 2011 werden de gemeenten Fleetmark, Mechau, Rademin en Vissum geannexeerd door de stad Arendsee (Altmark); de gemeenten Badel, Jeggeleben en Zethlingen werden geannexeerd door de stad Kalbe (Milde); de gemeenten Steinitz en Wieblitz-Eversdorf werden geannexeerd door en de stad Salzwedel.
Op 1 januari 2011 werd de Verwaltungsgemeinschaft opgeheven.